# Michail Štalenkov
Michail Alexejevič Štalenkov (rusky Михаи́л Алексе́евич Шталенќов, * 20. října 1965) je bývalý ruský hokejový brankář, zlatý a stříbrný olympijský medailista.

## Klubová kariéra
Je odchovancem Dynama Moskva, za které chytal v lize od roku 1986, v letech 1990, 1991 a 1992 s ním získal mistrovský titul. Zúčastnil se také turné Super Series, při němž Dynamo nastoupilo proti týmům National Hockey League. V roce 1992 odešel do zámoří, kde hrál International Hockey League za Milwaukee Admirals, kde získal Gary F. Longman Memorial Trophy pro nejlepšího nováčka. V roce 1993 byl draftován v pátém kole týmem Anaheim Mighty Ducks, kde působil pět sezon. Později hrál NHL také za Edmonton Oilers, Phoenix Coyotes a Florida Panthers, V roce 2000 se vrátil do moskevského Dynama a v roce 2002 ukončil kariéru. Působil jako trenér brankářů v Dynamu, Metallurgu Magnitogorsk a HK Viťaz Moskevská oblast, nastupuje za veteránský tým Hokejové legendy.

## Reprezentační kariéra
Nastoupil za sovětskou reprezentaci na Kanadském poháru 1991. Byl brankářskou jedničkou týmu Společenství nezávislých států při vítězství na Zimních olympijských hrách v Albertville. Reprezentoval také na mistrovství světa v ledním hokeji 1992 (5. místo), mistrovství světa v ledním hokeji 1994 (5. místo), mistrovství světa v ledním hokeji 1996 (4. místo), Zimních olympijských hrách 1998 (2. místo) a mistrovství světa v ledním hokeji 2001 (6. místo).

## Zajímavosti
- Chytal za Tým hvězd v pražském Utkání snů 1998.
- V březnu 2012 po něm bylo vyhlášeno pátrání, když se nevrátil domů z ligového utkání v Magnitogorsku. Později vyšlo najevo, že z letiště Moskva-Vnukovo odjel na večírek k přátelům a neoznámil to manželce, protože měl vybitý mobilní telefon.[1]
- V roce 2014 byl uveden do Síně slávy ruského hokeje.